# Linda Brasil
Linda Brasil Azevedo Santos (Santa Rosa de Lima, 14 de abril de 1973) es una profesora, activista por los derechos LGBT y política que se convirtió en la primera mujer trans elegida para un cargo parlamentario en el estado de Sergipe, Brasil. Fue elegida en 2020 como miembro del Partido Socialismo y Libertad.

## Biografía
Brasil nació el 14 de abril de 1973 en Santa Rosa de Lima, Sergipe, Brasil. De adulta se trasladó a Aracaju y empezó a trabajar en una empresa de contabilidad. Cuando tenía 30 años, dejó su trabajo, se declaró transgénero y abrió un salón de belleza. Asistió a la Universidad Federal de Sergipe, donde obtuvo un máster en Educación. En 2013, Brasil inició un procedimiento administrativo ante la Universidad Federal de Sergipe, alegando que un profesor se negó a utilizar su nombre preferido, refiriéndose a ella únicamente con su nombre legal. Tras el procedimiento, la universidad aprobó una ordenanza que permite el uso de un nombre preferido en entornos académicos y administrativos dentro de la institución. Mientras estaba en la universidad, ayudó a fundar el Coletivo Queer Transfeminista (Des)montadxs para discutir cuestiones de género y sexualidad tanto dentro de la universidad como en Sergipe en su conjunto. Posteriormente se convirtió en la primera mujer trans en graduarse de la Universidad Federal de Sergipe. 
Después de cursas estudios universitarios, fundó AmoSerTrans, una asociación de personas transgénero en el estado de Sergipe. También fundó CasAmor Neide Silva, un refugio para jóvenes LGBT en Aracaju. En 2015, Brasil se asoció con otras personas trans y aliados para crear EducaTrans, un curso preparatorio para el Exame Nacional do Ensino Médio dirigido a estudiantes transgénero cuyo principal objetivo era ampliar la visibilidad de las personas trans en el entorno universitario y, posteriormente, en el mercado laboral.
En 2017, Brasil fundó CasAmor, una ONG inspirada en refugios LGBT en Brasil como Casa 1 en São Paulo y Casa Nem en Río de Janeiro. CasAmor tiene como objetivo dar apoyo a la juventud LGBT a través del trabajo voluntario realizado por diversos profesionales entre los que se encuentran psicólogos, arquitectos, diseñadores, ingenieros, docentes y periodistas. El programa también pretende acoger temporalmente a personas que no cuentan con apoyo familiar por su orientación sexual o identidad de género, así como impartir cursos y talleres dirigidos a jóvenes LGBT que se incorporan al mercado laboral. Durante la pandemia de COVID-19, CasAmor trabajó para entregar suministros como alimentos, artículos de limpieza y materiales de higiene personal a personas LGBT que se encontraban en situación de vulnerabilidad social. En 2021, CasAmor pasó a llamarse CasAmor Neide Silva en honor a "Tia Neide", una voluntaria y miembro del consejo asesor que murió de COVID-19 en marzo de 2021.

## Trayectoria política
Brasil está afiliada al Partido Socialismo y Libertad (PSOL), que se basa en una plataforma de derechos humanos, derechos LGBT, la reducción de las injusticias sociales, la protección de las minorías, la lucha contra el machismo y el sexismo, el racismo, y la defensa de la democracia.
En 2016, Brasil se postuló para un cargo de concejal en Aracaju, obteniendo el puesto 26 con 2.308 votos (0,83% del total de votos válidos). Fue la candidata más votada del PSOL en Aracaju. Aunque había 24 escaños disponibles, Brasil no fue seleccionada como suplente. Los partidarios de Brasil señalaron la transfobia institucional durante la campaña, ya que se exigió que Brasil se registrara como hombre.
En 2018, Brasil se postuló para diputada de estado, convirtiéndose en la 38.ª candidata más votada en Sergipe con 10.107 votos (0,93% del total de votos emitidos para la Asamblea Legislativa de Sergipe). Fue la candidata más votada afiliada al PSOL. Aunque la elección se realizó en todo el estado de Sergipe, 6.555 de sus votos provinieron de Aracaju. Debido a una decisión del Tribunal Superior Electoral sobre las elecciones de 2018, a Brasil se le permitió postularse como mujer.
Debido a los resultados de sus intentos anteriores de postularse para el cargo, y debido a los cambios en la legislación electoral, Brasil fue considerada una candidata fuerte por el PSOL para postularse para un puesto en el concejo municipal de Aracaju. Se lanzó como precandidata del PSOL a finales de 2019, bajo el lema "Coraje para transformar". En 2020, Brasil fue elegida concejala de la ciudad de Aracaju, convirtiéndose en la primera concejala trans en la historia de la ciudad. Fue la candidata más votada afiliada al PSOL, recibiendo 5.733 votos. Gracias a esto, pudo presidir el primer pleno del legislativo en 2021.